# Afromelanichneumon surdus
Afromelanichneumon surdus là một loài tò vò trong họ Ichneumonidae.